# ThaiBev
Thai Beverage, більш відома як ThaiBev (тай. ไทยเบฟ) — найбільша компанія з виробництва напоїв у Таїланді та одна з найбільших у Південно-Східній Азії, яка має лікеро-горілчані заводи в Таїланді, Великій Британії та Китаї. Компанія належить тайському китайському мільярдеру Чароену Сіривадханабхакді. Компанія Thai Beverage plc, зареєстрована на Сінгапурській фондовій біржі, має ринкову капіталізацію понад 13 мільярдів доларів США.

## Огляд
Thai Beverage Public Company Limited володіє та розповсюджує кілька відомих брендів, зокрема пиво Chang, Mekhong та ром SangSom. Вона має значні підприємства в Європі, виробляючи солодовий шотландський віскі, горілку, джин та лікери на п’яти лікеро-горілчаних заводах у Шотландії, Велика Британія. 

Пиво Chang, виробництво якого розпочато в березні 1995 року на пивоварні в районі Банг Бан провінції Аюттхая, є найбільш продаваним брендом у Таїланді. Chang займає 60 відсотків внутрішнього ринку пива. 

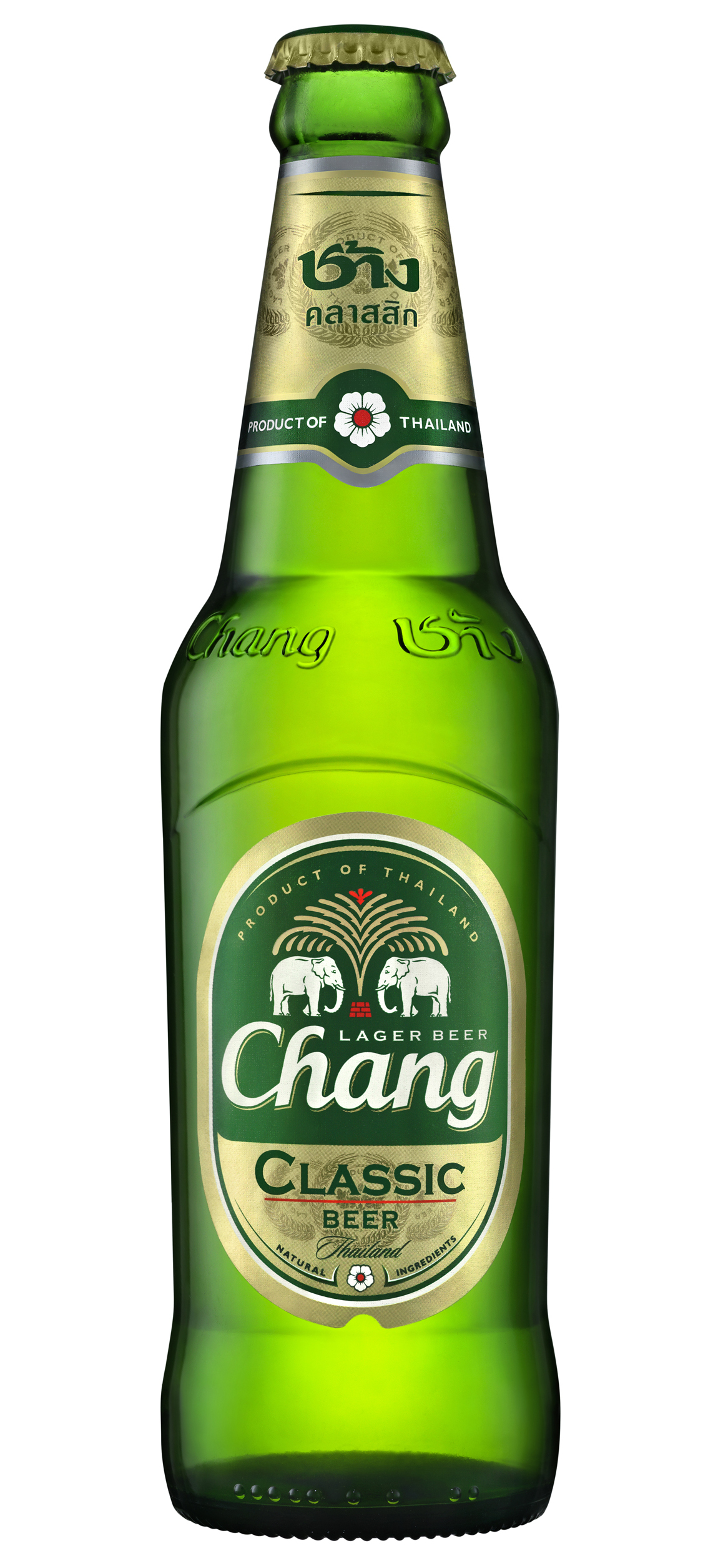
Нове пиво Chang Classic 2015 року